# Jimmie Walker
James Carter Walker Jr. (n. 25 iunie 1947, New York City, New York, SUA) este un actor și comedian american. Walker l-a interpretat pe James Evans Jr. ("JJ"), fiul cel mare al Floridei și al lui James Evans Sr., în serialul de televiziune CBS Good Times (1974-1979). A fost nominalizat pentru interpretarea sa la Globul de Aur în 1975 și 1976. În timpul emisiunii, personajul lui Walker era cunoscut pentru lozinca⁠(d) „Dyn-O-Mite!”, aceasta fiind utilizată atât în reclamele de la mijlocul anilor 1970 pentru casetele audio și magnetofoanele⁠(d) Panasonic, cât și în reclama Medicare din 2021-2022. De asemenea, a apărut în lungmetrajele Hai s-o mai facem o data⁠(d) cu John Amos și The Greatest Thing That Almost Happened cu James Earl Jones. Walker continuă să călătorească prin țară pentru a susține spectacole de stand-up comedy.

## Biografie
Walker s-a născut în Brooklyn, New York și a crescut în Bronx, New York. A urmat cursurile Liceului Theodore Roosevelt⁠(d) din New York City. Acesta și-a continuat studiilor prin intermediul unui program finanțat de statul New York cunoscut sub numele de SEEK (Search for Education, Evaluation, and Knowledge) și a intrat în domeniul ingineriei radio în cadrul stației WRVR⁠(d). În tinerețe, Walker a fost vânzător la Yankee Stadium începând cu ediția din 1964 a campionatului World Series⁠(d).

## Cariera
În 1967, Walker a început să lucreze cu normă întreagă pentru WRVR, postul de radio al Bisericii Riverside⁠(d). În 1969, Walker a început să susțină spectacole de comedie stand-up și în cele din urmă a fost descoperit de directorul de casting al emisiunii Good Times datorită aparițiilor sale în Rowan & Martin's Laugh-In⁠(d) și Jack Paar Show⁠(d). A lansat un album de comedie stand-up intitulat Dyn-o-mite la apogeul popularității sale prin casa de discuri Buddah Records (5635). În timpul sezonului 1974–75⁠(d), Walker avea 26 de ani, deși personajul său era mult mai tânăr. John Amos, actorul care l-a interpretat pe James Evans, tatăl lui Walker, în Good Times, era cu doar opt ani mai mare decât Walker.
Walker îl consideră pe producătorul/regizorul John Rich⁠(d) drept inventatorul lozincii „Dyn-o-mite!”. Rich a insistat ca Walker s-o spună în fiecare episod. Atât Walker, cât și producătorul executiv Norman Lear⁠(d) au privit cu scepticism această sugestie, însă lozinca și personajul lui Walker au atras atenția publicului.
Walker nu s-a înțeles cu liderul serialului, Esther Rolle⁠(d), deoarece aceasta și Amos blamau comportamentul de bufon al personajului său și popularitatea sa. Walker s-a simțit insultat de disprețul lor, iar din cauza neînțelegerilor dintre cei trei, Amos (iar mai târziu Rolle) au părăsit serialul, transformându-l pe Walker în vedeta emisiunii. Walker a fost singurul actor din distribuția Good Times care nu a participat la înmormântarea lui Rolle.

### Finalul carierei
În 1975, Walker a fost invitatul de weekend la postul radio de muzică R&B contemporan KAGB 103.9 FM, licențiat în Inglewood pe piața din Los Angeles.
Walker a apărut în The Tonight Show⁠(d) și Match Game⁠(d) în anii 1970 și începutul anilor 1980. A apărut de cinci ori în Match Game-Hollywood Squares Hour⁠(d) în perioada 1983-1984. De asemenea, a fost prezent în noua ediția a emisiunii Match Game⁠(d) și în diferite game shows⁠(d) din acea perioadă.

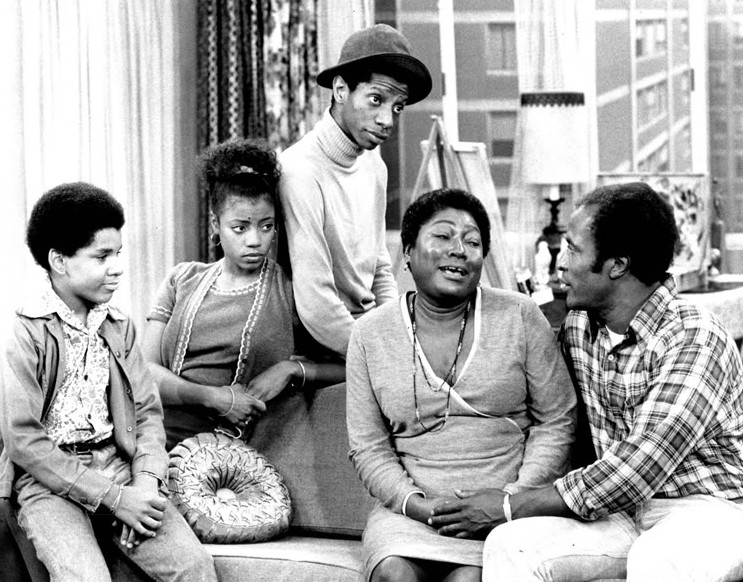
Distribuția serialului ' (S-D):,, Jimmie Walker, și John Amos.

Walker a avut roluri în Badge 373⁠(d), The Love Boat⁠(d), Fantasy Island⁠(d), The Larry Sanders Show⁠(d), Son of the Beach⁠(d), The Drew Carey Show⁠(d), The John Larroquette Show⁠(d), In the House⁠(d), Cagney & Lacey⁠(d), The Fall Guy⁠(d), Scrubs⁠(d), Star Dates⁠(d), Toată lumea îl urăște pe Chris, George Lopez⁠(d), Chelsea Lately⁠(d) și Lincoln Heights⁠(d). A apărut în lungmetrajele Rabbit Test⁠(d) (1978), The Concorde ... Airport '79⁠(d) (1979), Avionul buclucaș (1980), Water⁠(d) (1985), Doin' Time⁠(d) (1985), The Guyver⁠(d) (1991), Monster Mash⁠(d) (1995) și Plump Fiction⁠(d) (1997).
Pe lângă rolurile episodice, a jucat în serialele de televiziune de scurtă durată At Ease⁠(d) în 1983 și Bustin' Loose⁠(d) în 1987.
În anii 1990, Walker a revenit în radio, găzduind emisiuni pe WHIO⁠(d), WOAI⁠(d), WLS⁠(d) și KKAR⁠(d). În 1996, a apărut pe albumul split⁠(d) al formației de powerviolence⁠(d) Spazz⁠(d), distribuit de casa de discuri Slap-a-ham Records. În 2010, Walker a avut un rol cameo în filmul Big Money Rustlas⁠(d). În 2011, a apărut într-un film al canalului de televiziune Syfy Super Shark.
În 2012, autobiografia sa - intitulată Dyn-o-mite! Good Times, Bad Times, Our Times – A Memoir - a fost publicată. În același an, Walker a anunțat lansarea aplicației sale oficiale dezvoltate de Monty Goulet pentru iOS.

## Viața personală
Conform unui interviu în talk show-ul Wendy Williams Show⁠(d) din 27 iunie 2012, Walker a declarat că nu a fost niciodată căsătorit și nu are copii, dar a avut multe partenere. Walker a apărut în emisiunea The O'Reilly Factor⁠(d) pe 11 iulie 2012; acesta a declarat că nu l-a votat pe Barack Obama în 2008 și nu intenționează să-l voteze la alegerile din 2012. Într-un interviu acordat canalului CNN, Walker s-a descris drept un „realist independent” din punct de vedere politic și a declarat că se opune acțiunii afirmative⁠(d), declarând că astfel de politici și-au pierdut utilitatea. De asemenea, se împotrivește  căsătoriei între persoane de același sex din rațiuni morale, dar a considerat că ar trebui legalizată, spunând că nu merită să lupți împotriva unor astfel de relații.
Walker și-a descris convingerile politice în autobiografia sa - Dyn-O-Mite: Good Times, Bad Times, Our Times: A Memoir. Acesta abordează numeroase probleme sociale dintr-un punct de vedere conservator și se caracterizează ca fiind un „logicist”.

## Filmografie

### Filme
| An   | Film                                             | Rol                  | Note            |
| ---- | ------------------------------------------------ | -------------------- | --------------- |
| 1975 | Let's Do It Again                                | "Bootney" Farnsworth | [ 12 ]          |
| 1978 | Rabbit Test                                      | Umbuto               | [ 13 ]          |
| 1979 | The Concorde ... Airport '79                     | Boisie               | [ 14 ]          |
| 1980 | Airplane!                                        | Windshield Wiper Man | [ 15 ]          |
| 1988 | Going Bananas                                    | Mozambo              |                 |
| 1991 | The Guyver                                       | M.C. Striker         |                 |
| 1992 | Home Alone 2: Lost in New York                   | Celeb #3             |                 |
| 2010 | Big Money Rustlas                                | Townsperson          |                 |
| 2011 | Super Shark                                      | "Dynamite" Stevens   |                 |
| 2012 | David E. Talbert's What Goes Around Comes Around | Preacher             | Direct-to-video |
| 2016 | The Comedian                                     | Comedy club host     |                 |

### Televiziune
| An        | Film                                           | Rol                    | Note |
| --------- | ---------------------------------------------- | ---------------------- | --- |
| 1974      | Tattletales                                    | Jimmie Walker          | Alături de "logodnica" Samantha Stone (Episodul #2.65, difuzat 26 decembrie 1974)                                                     |
| 1974–1979 | Good Times                                     | James "J.J." Evans Jr. | 133 de episoade |
| 1974      | Tony Orlando and Dawn                          | Jimmie Walker          | Episodul: "Episode #1.2" (S1:E2) |
| 1977      | Bob Hope television specials                   | Jimmie Walker          | Episodul: "Bob Hope's All-Star Comedy Tribute to Vaudeville" (S27:E4)                                                                 |
| 1977      | The Greatest Thing That Almost Happened        | Morris Bird III        | Film de televiziune regizat de Gilbert Moses.                                                                                         |
| 1977-1985 | The Love Boat                                  | Ronald                 | Episodul: "The Captain And The Lady/One If By Land/Centerfold" (S1:E1) (1977)                                                         |
| 1977-1985 | The Love Boat                                  | The Late Mickey Garner | Episodul: "Till Death Do Us Part-Maybe/Locked Away/Chubs" (S2:E9) (1978)                                                              |
| 1977-1985 | The Love Boat                                  | Wally                  | Episodul: "The Brotherhood of the Sea/Daddy's Pride/Letter to Babycakes" (S3:E10) (1979)                                              |
| 1977-1985 | The Love Boat                                  | Marvin Jones           | Episodul: "The Mallory Quest/Julie, the Vamp/The Offer": Parts 1 (S4:E5) and 2 (S4:E6) (1980)                                         |
| 1977-1985 | The Love Boat                                  | Marty Kilmer           | Episodul: "Charmed, I'm Sure/Ashes to Ashes/No Dad of Mine" (S8:E25) (1985)                                                           |
| 1980      | B.A.D. Cats                                    | Rodney Washington      | Episodul: "Episodul pilot" (S1:E1) |
| 1980      | Murder Can Hurt You                            | Parks, The Pusher      | Film de televiziune regizat de Roger Duchowny.                                                                                        |
| 1980      | The White Shadow                               | Jimmie Walker          | Episodul: "If Your Number's Up, Get It Down" (S3:E3)                                                                                  |
| 1982      | Today's FBI                                    | Reggie                 | Episodul: "Bank Job" (S1:E16) |
| 1982      | Fantasy Island                                 | Jay                    | Episodul: "The Beautiful Skeptic/The Lost Platoon" (S6:E6)                                                                            |
| 1983      | Cagney & Lacey                                 | Tony Brown             | Episodul: "Chop Shop" (S2:E18) |
| 1983      | At Ease                                        | Sergeant Val Valentine | 14 episoade |
| 1983-1984 | Match Game-Hollywood Squares Hour              | Jimmie Walker          | |
| 1987–1988 | Bustin' Loose                                  | Sonny Barnes           | 26 de episoade |
| 1994      | The Larry Sanders Show                         | Jimmie Walker          | Episodul: The Gift Episode |
| 1995      | In the House                                   | Darryl                 | Episodul: "Nanna Don't Play" |
| 1996      | Space Ghost Coast to Coast                     | Jimmie Walker          | Episodul: "Surprise" |
| 2001-2002 | Scrubs                                         | Jimmie Walker          | Episoadele: "My Bad" (S 1:Ep 6) și "My Blind Date" (S1:E12)                                                                           |
| 2003      | George Lopez                                   | Lionel                 | Episodul: Dubya, Dad, and Dating (Part 1) (S3: E1)                                                                                    |
| 2006-2008 | Everybody Hates Chris                          | Gene                   | Episoadele: "Everybody Hates Funerals" (S1:E14), "Everybody Hates Gambling" (S2:E19) și "Everybody Hates the Port Authority" (S3:E11) |
| 2006      | Minoriteam                                     | Nașul lui Fasto        | Episodul: "Balactus: Part II" |
| 2019      | Live in Front of a Studio Audience: Good Times | Jimmie Walker          | |

### Jocuri video
| An   | Film   | Rol         | Note            |
| ---- | ------ | ----------- | --------------- |
| 1996 | Ripper | Soap Beatty | Film interactiv |